# روسلا
روسلا (به آلمانی: Roßla) یک منطقهٔ مسکونی در آلمان است که در Südharz واقع شده‌است. روسلا ۲٬۳۱۹ نفر جمعیت دارد.